# Смерть — единственный ответ
«Смерть — единственный ответ» — мини-выпуск британского научно-фантастического телесериалa «Доктор Кто». Он был показан 1 октября 2011 года. Эта серия, действие которой происходит только в ТАРДИС. Сценарий к мини-выпуску написали ученики детско-юношеской школы Окли.

## Сюжет
Доктор заходит в ТАРДИС, роняет феску и нажимает на рычаг.
В ТАРДИС появляется Эйнштейн со своим странным изобретением — бионической жидкостью.
После разговора с Доктором он выпивает жидкость и становится удом.
Уд говорит ему: «Смерть — единственный ответ», после этого Доктор гипнотизирует его, он разворачивается и заходит во временное окно.
Из него выходит уже Альберт Эйнштейн, Доктор забрасывает его в 18 сентября 1945 года.